# Heilig-Geist-Kapelle (Bad Sooden-Allendorf)

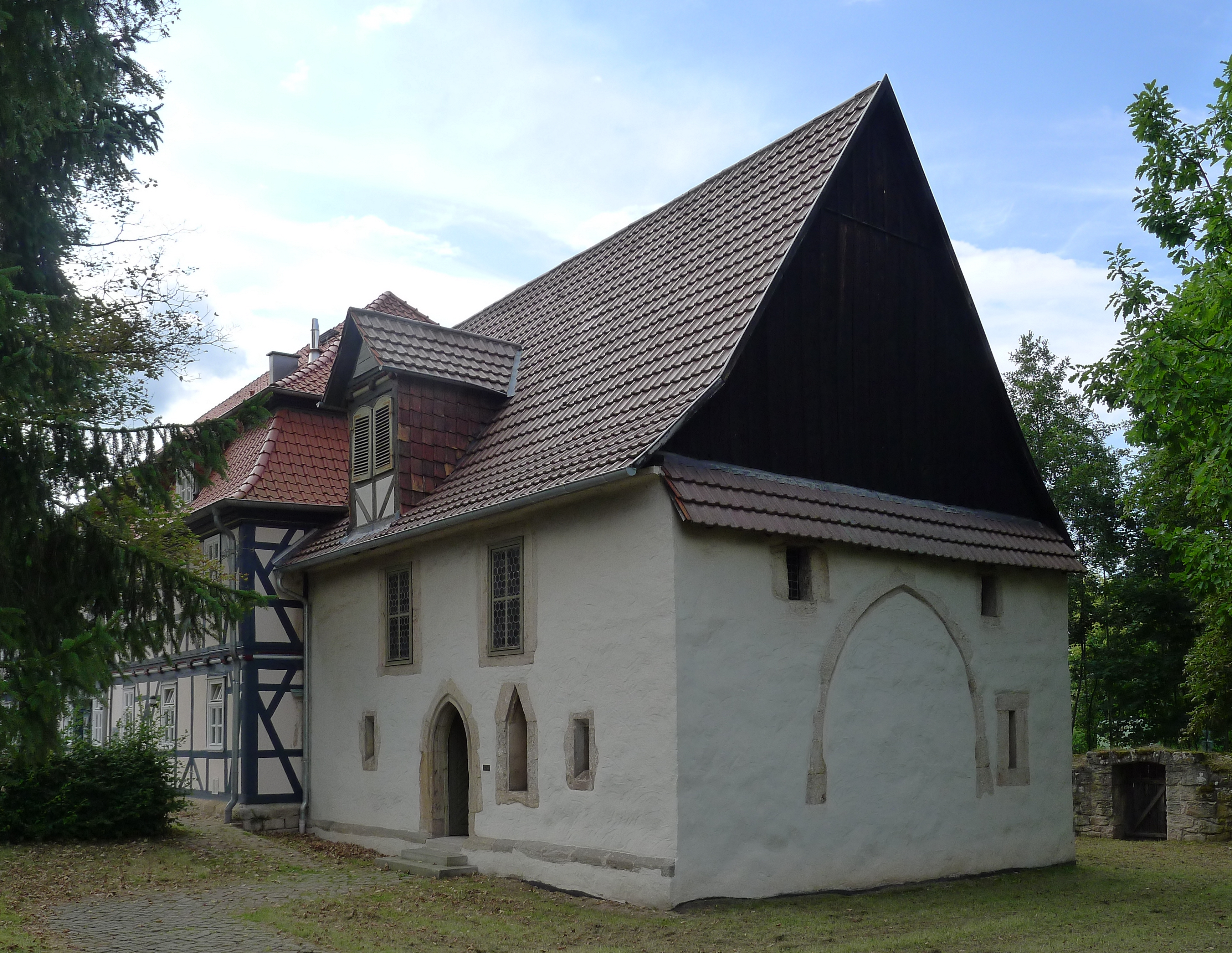
Heilig-Geist-Kapelle

Die Heilig-Geist-Kapelle, eine kleine einschiffige Hallenkirche im Ortsteil Allendorf der Stadt Bad Sooden-Allendorf im Werra-Meißner-Kreis des Landes Hessen. Sie wird von der Evangelischen Kirchengemeinde Allendorf genutzt. Ursprünglich gehörte sie zu einem angrenzenden Hospital und heißt daher offiziell Hospitalkapelle zum Heiligen Geist.
Das Bauwerk stammt aus dem 14. Jahrhundert, enthält wertvolle gotische Fresken und steht unter Denkmalschutz.

## Geschichte
Im Mittelalter wurden Hospitäler von Städten eingerichtet, in deren Nähe keine von Klöstern waren. Die Hospitäler wurden außerhalb der Stadtmauern angelegt, sie dienten vor allem zur hygienischen Absonderung von Aussätzigen und Pestkranken. So wurde auch außerhalb der Stadt Allendorf vor dem Waldistor in Richtung Wahlhausen das Heilig-Geist-Hospital mit der zugehörigen Kapelle errichtet, getragen von einer Stiftung, da es in der Stadt genügend reiche Einwohner gab. 
Einen Gründungsnachweis zur Stiftung des Hospitals und seiner Errichtung gibt es nicht mehr. Die älteste erhaltene Urkunde stammt aus dem Jahre 1363, als der Bürgermeister einen Altar für die Kapelle zu Ehren der Heiligen Elisabeth stiftete, der Begründerin des Hospitalwesens in der Region. Dendrochronologische Untersuchungen einiger Dachsparren der Kapelle deuten auf das Jahr 1339.
In späterer Zeit wurde das angrenzende Hospital umgewidmet und diente der Aufnahme von Bedürftigen aus der Stadt, danach als Altersheim und ist heute Sitz einer Diakoniestation. 

## Baubeschreibung
Das Grundstück ist mit einer steinernen Mauer umgeben, die ursprünglich höher als die heutige war, um die übrige Bevölkerung vor den Kranken zu schützen. An der Straße hat die Umfassungsmauer ein Spitzbogenportal mit einem schmiedeeisernen Tor.
Den Eingang zur verputzten Feldsteinkapelle bildet ein gotisches Portal mit einer alten Eichentür. Die Wandnische rechts am Eingang diente vermutlich zur Aufstellung einer Statue der Heiligen Elisabeth. Ein paar Treppenstufen führen hinab ins Innere der Kapelle. An der Südseite, gegenüber dem Eingangsportal, steht vor dem zugemauerten Nordportal das Epitaph eines 1371 auf dem Hospitalfriedhof beigesetzten Erfurter Bürgermeisters.
Ein Dachreiter auf dem Satteldach wurde 1716 wegen Baufälligkeit entfernt. Zur Eingangsseite ist heute eine Giebelgaube ausgebildet.
Ein früher angebauter Chor mit Apsis an der Ostseite der Kapelle wurde bereits im 15. Jahrhundert abgerissen. Heute wird die Fläche vom ehemaligen spitzbogigen Triumphbogen eingerahmt. Die gegenüberliegende spitzbogige Öffnung ist der Zugang zu dem angebauten Krankenbau. Von diesem Durchbruch konnten die Kranken getrennt vom Gemeindebereich am Gottesdienst teilhaben. 
Die Mauervorsprünge an den beiden Längswänden dienten vermutlich als Widerlager für ein Tonnengewölbe, heute hat das Kirchenschiff eine Flachdecke.

## Fresken
Die Kapelle ist innen rundum mit Fresken ausgemalt. Sie stammen aus drei Zeiträumen, dem ersten um 1350 und dem zweiten und dritten im 15. Jahrhundert. Die Fresken blieben erhalten, weil Landgraf Moritz sämtliche Statuen und Bilder aus den Kirchen entfernen und alle Fresken übertünchen ließ, nachdem er sich der reformierten Lehre samt ihrem strikten Bilderverbot zugewandt hatte. So überstanden die Fresken Brand und Wasser. Anfang der 1950er Jahre wurden sie freigelegt und restauriert.
Um 1350 entstand an der Nordwand das Fresko mit dem Gleichnis von den klugen und törichten Jungfrauen. Über beiden Fünfergruppen steht ein Weihekreuz. An der Ost- und Westwand sind weitere Reste der Wandmalerei aus dieser Zeit vorhanden.
Aus dem 15. Jahrhundert stammen die meisten Fresken. An der Ostwand ist eine Kreuzigungsgruppe dargestellt, links von ihr Jesus als Schmerzensmann. Der heilige Martin ist links vom Kapelleneingang an der Südwand dargestellt, auf der anderen Seite ist Jesus im Garten Gethsemani zu sehen. Daneben ist in einer Fensternische die betende Elisabeth zu sehen, während nebenan ihr Mann, Landgraf Ludwig, schläft. In weiteren Bildern folgen Alexius von Edessa, Jakobus der Ältere und der fränkische Königssohn Jodokus zusammen mit Bartholomäus. Das Bild der Hostienmühle auf der anderen Seite der Westwand erklärt den Menschen symbolisch das Abendmahl. An der Nordwand sind die Märtyrerinnen Barbara und Katharina, an der Südwand Elisabeth und Michael dargestellt. Das Wappen eines Stifters schließt die Reihe der Bilder auf der unteren Wandebene ab.
Im oberen Bereich der Wände sind die Bilder nur bruchstückhaft erhalten, z. B. die Darstellung des Jüngsten Gerichts.